# Jimi Tenor
Jimi Tenor es un músico y compositor finlandés cuya música se caracteriza por ir más allá de las nuevas tendencias, combinando elementos de música afroamericana, electrónica, Nu Jazz y otros estilos.

## Biografía
Original de Lahti, Finlandia; Jimi Tenor es un artista que no solo se ha dedicado a la música. También ha practicado la fotografía, ha dirigido cortometrajes y ha diseñado ropa e instrumentos musicales. 
Como músico, tiene casi veinte años de experiencia a sus espaldas. El estilo en el que mejor encaja su música es el rock experimental. El primer grupo del que formó parte fue Jimi Tenor & His Shamans (1988,1992), que estaba influenciado por el rock industrial de principios de los años 80, donde los instrumentos se hacían con recortes de metal y plástico. Fue en esta etapa cuando Tenor diseñaba instrumentos musicales, que surgían de la necesidad de buscar nuevos sonidos, no pretendía hacer obras de arte.
Después, durante los años 90, el estilo de Jimi Tenor se orientó más hacia la música electrónica. Más tarde, volvió a inspirarse en el jazz de los 60 y los 70, el soul psicodélico y el funk africano.
Su estilo es básicamente finlandés, aunque ha vivido en Nueva York, Berlín, Barcelona y Londres. Su estilo se ve saturado de humor negro y de un tono romántico patriota. 
La industria discográfica no siempre ha tenido fácil tratar con Jimi Tenor, por considerarle a veces raro y marginal. En los años 90, fue un artista de techno jazz de moda en el Reino Unido.
Hoy día, Jimi Tenor es un artista europeo establecido que opera fuera de lo convencional, cuyos oyentes son, principalmente, entusiastas del rock alternativo buscando nuevas perspectivas, aunque también otros tipos de oyentes (de jazz, de funk...).

## Discografía

### Jimi Tenor & his Shamans
- Total Capacity of 216,5 Litres (1988).
- Diktafon (1989).
- Mekanoid (1990).
- Fear of a Black Jesus (1992).

### Solo
- Europa (1995).
- Sähkömies (1994).
- Intervision (1997).
- Venera EP (1998).
- Organism (1999).
- Out Of Nowhere (2000).
- Cosmic Relief EP (2001).
- Utopian Dream (2001).
- Higher Planes (2003).
- Beyond The Stars (2004).
- Sunrise (2006).
- Deutsche Grammophon ReComposed by Jimi Tenor (2006)
- Live in Berlin (2007).

### Jimi Tenor & Kabu Kabu
- Joystone (2007).
- 4th Dimension (2009).

### Jimi Tenor & Tony Allen
- Inspiration Information (2009).

### Jimi Tenor & UMO Orchestra
- Mysterium Magnum (2015)